# Cameron Ocasio
Cameron Ocasio (Long Island, 7 settembre 1999) è un attore statunitense.

## Biografia
L'attore ha iniziato la sua carriera da bambino, partecipando a diversi film horror tra cui Caught, Child Eater, Sinister e Fool's Day. Faceva parte del cast principale della sitcom della Nickelodeon Sam & Cat nel ruolo di Dice, che lo ha portato alla notorietà. Inoltre, ha partecipato come ospite  in alcune serie televisive, come Law & Order - Unità vittime speciali e A Gifted Man.

## Vita privata
Cameron Ocasio ha un fratello maggiore ed una sorella minore. L'attore ha una cintura nera nelle arti marziali  e vive nella città di Los Angeles.

## Filmografia

### Cinema
- Sinister, regia di Scott Derrickson (2012)
- Child Eater, regia di Erlingur Óttar Thoroddsen (2012)
- Fool's Day, regia di Cody Blue Snider (2014)

### Televisione
- Law & Order - Unità vittime speciali – serie TV, episodio 13x09 (2011)
- A Gifted Man – serie TV, episodio 1x14 (2012)
- Sam & Cat – serie TV, 35 episodi (2013-2014)
- Commando Crash – serie TV (2015)

### Teatro
- Bloody Bloody Andrew Jackson, regia di Michael Friedman (2010-2011)